# Herb guberni besarabskiej

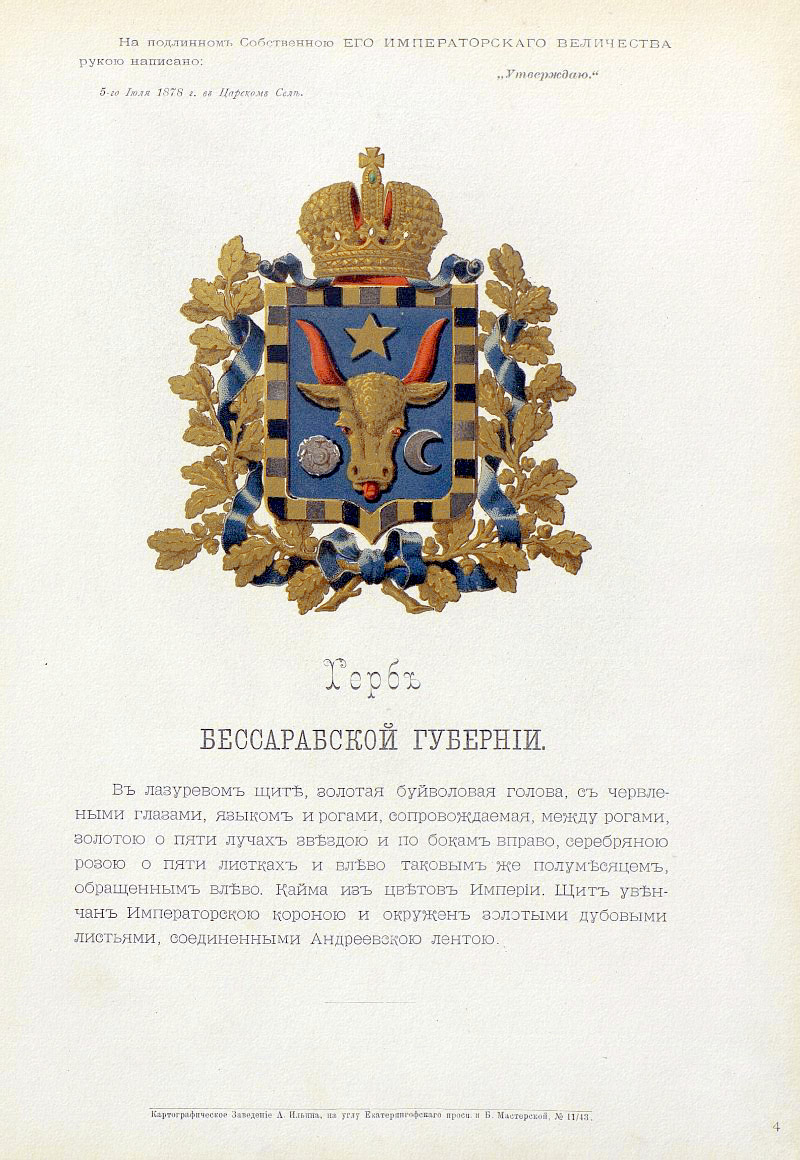
Karta z herbarza A. Benkego z 1880 roku

Herb guberni besarabskiej (ros. Герб Бессарабской губернии) – symbol guberni besarabskiej będącej jednostką administracyjną Imperium Rosyjskiego. Jego wygląd został zatwierdzony 5 lipca 1878 roku. 

## Blazonowanie
W polu błękitnym głowa bawola złota, z takąż gwiazdą pięcioramienną między rogami. po stronie prawej róża o pięciu płatkach srebrna, po lewej takiż półksiężyc zwrócony w lewo. Bordiura trójkolorowa naprzemienna w barwach Imperium. Tarcza zwieńczona koroną cesarską i otoczona liśćmi dębowymi, złotymi przewiązanymi wstęgą Świętego Andrzeja.

## Opis
Herb stanowi otoczona trójkolorową bordiurą w barwach Imperium: czarnym, żółtym i białym, błękitna tarcza francuska, na której widnieje wizerunek złotej głowy bawolej z czerwonymi rogami, językiem i oczami. Pomiędzy rogami umieszczona jest złota, pięcioramienna gwiazda. Po prawej (heraldycznie) stronie głowy znajduje się srebrna róża o pięciu płatkach, po lewej zaś srebrny półksiężyc. Tarcza zwieńczona jest koroną cesarską. Herb otoczony jest dwoma złotymi gałązkami dębowymi połączonymi błękitną wstęgą orderu świętego Andrzeja zawiązaną w kokardę .

## Historia
Gubernia besarabska została utworzona 1873 roku, jednak tradycje heraldyczne jej herbu sięgają aż średniowiecza i nawiązują do herbów Hospodarstwa Mołdawskiego. 29 kwietnia?/11 maja 1818 z dawnych terenów odłączonych od Mołdawii i przyłączonych do Rosji utworzono obwód besarabski . 2 kwietnia?/14 kwietnia 1826 został zatwierdzony wzór herbu obwodu przedstawiający tarczę podzieloną na dwa pola, w górnym na czerwonym tle dwugłowy orzeł rosyjski, w dolnym na złotym tle głowa wołu jako herb Mołdawii  .
W związku z przekształceniem obwodu besarabskiego w gubernię 28 października 1873 roku, zmieniono wygląd herbu. Przywrócono kolor tła, a także gwiazdę różę i półksiężyc. Wzór ten został zatwierdzony 5 lipca 1878 roku . Herb ten obowiązywał aż do upadku Imperium Rosyjskiego .

## Galeria

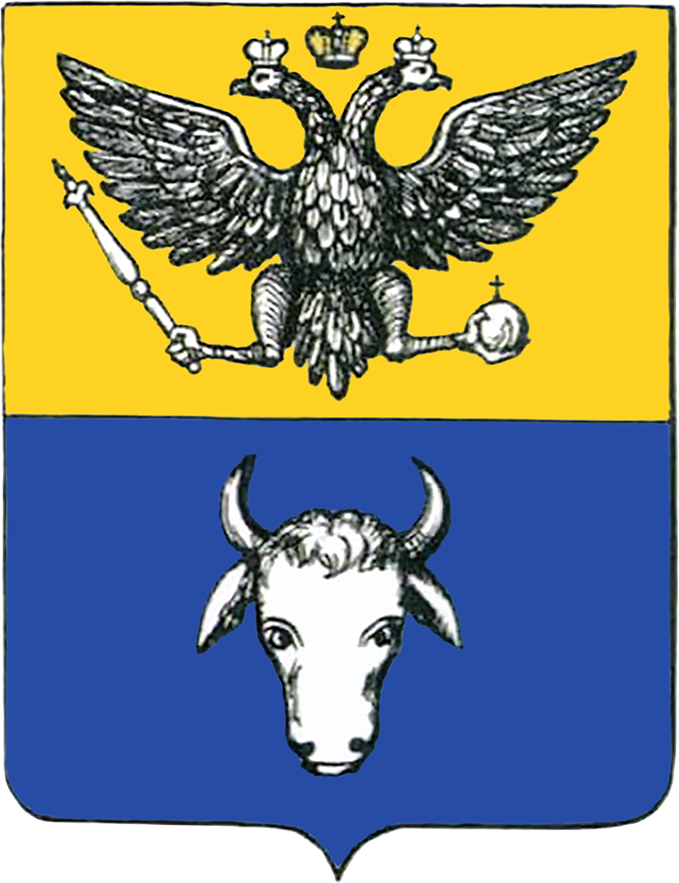
Herb obwodu besarabskiego z 1815 roku
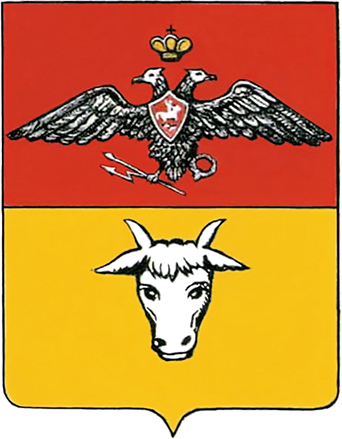
Herb obwodu besarabskiego z 1826 roku
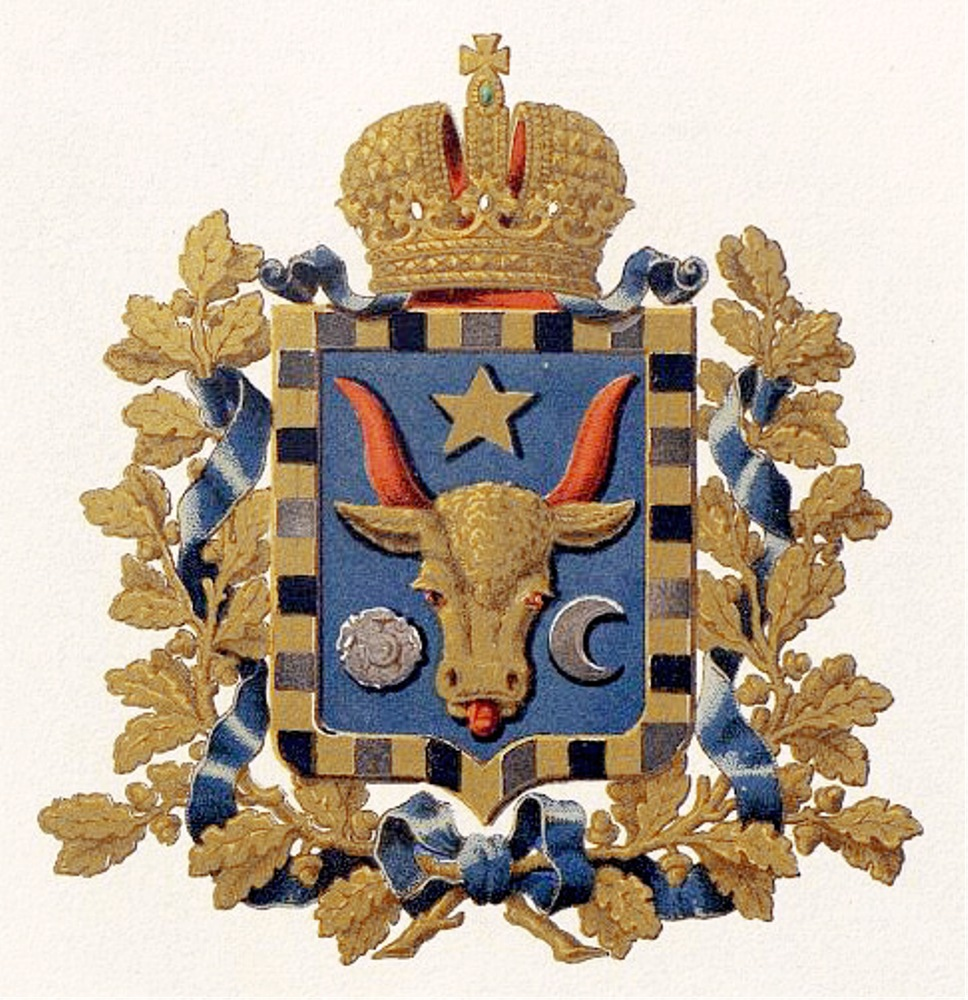
Herb guberni z herbarza A. Benkego z 1880 roku
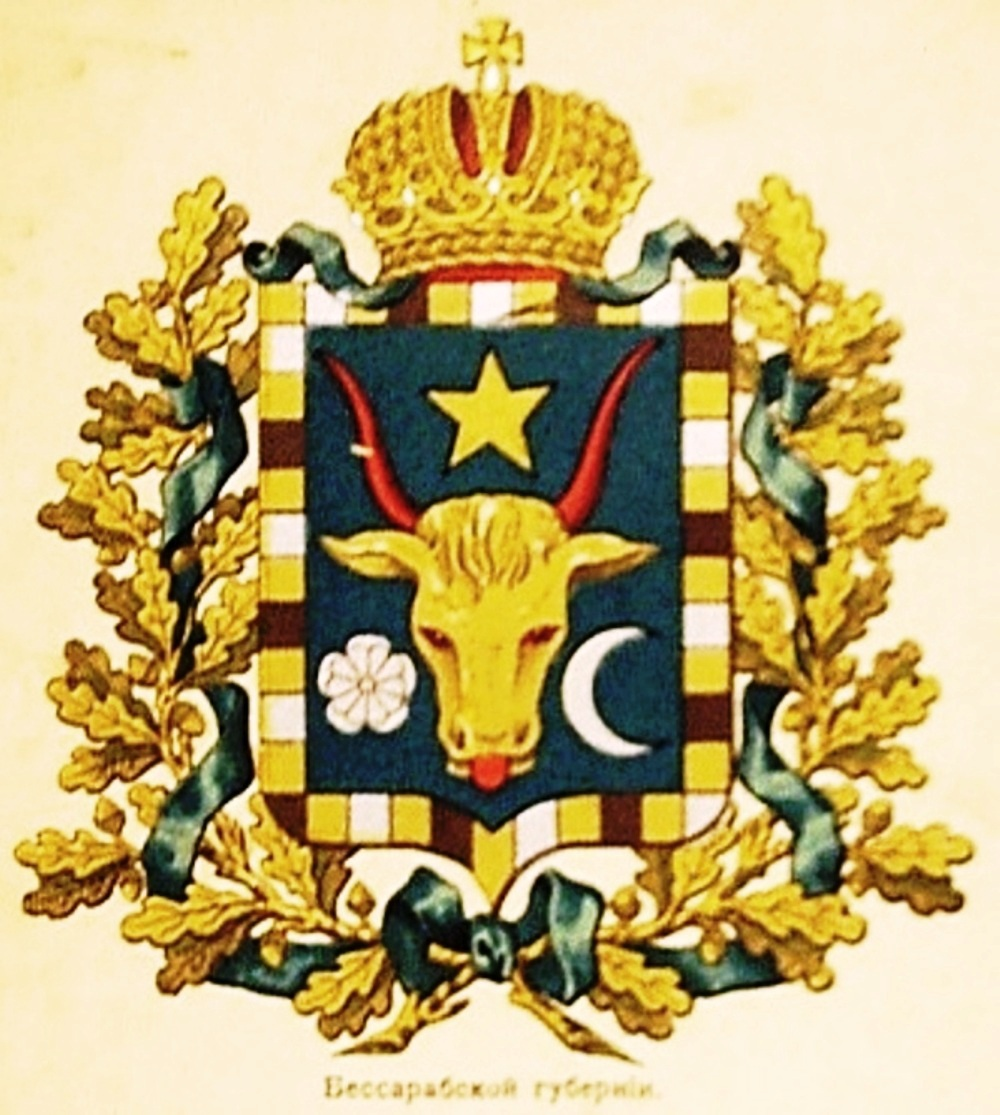
Herb guberni z herbarza W. Sukaczewa z lat 1878-1881
Herb niepodległej Mołdawii z lat 1917-1918